# Panogena
Panogena é um gênero de mariposa pertencente à família Bombycidae.